# خصائص جنسية ثانوية

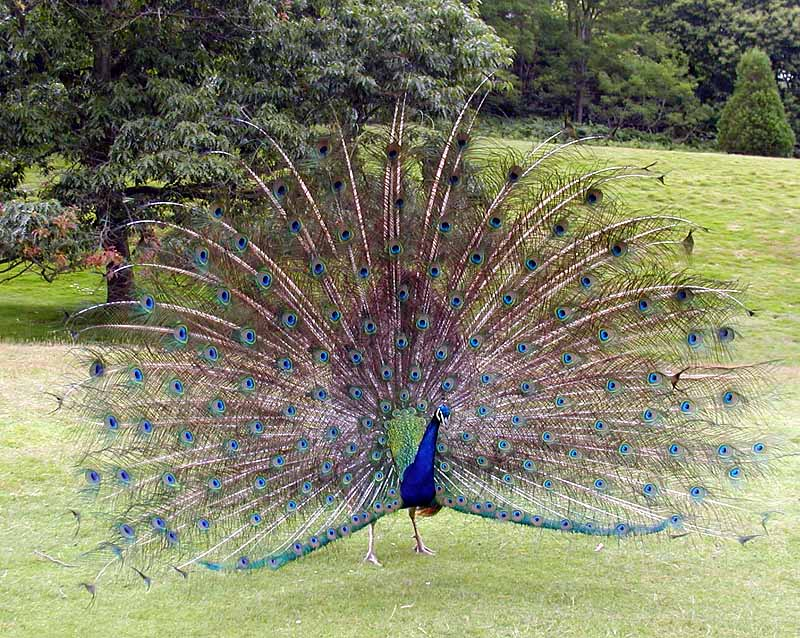
الطاووس يعرض ذيله الطويل الملون، مثال على الخصائص الجنسية الثانوية

الخصائص الجنسية الثانوية هي الميزات والعلامات التي تظهر في مرحلة النضج الجنسي في الحيوانات والبشر أثناء البلوغ، وخاصة مثنوية الشكل الجنسية والنمط الظاهرى التي تميز بين الجنسين من الأنواع  المختلفة، ولكن، على عكس الأعضاء الجنسية، ليست جزء مباشر من الجهاز التناسلي.
ويعتقد أن تكون المنتج من الانتقاء الجنسي من أجل الصفات التي تعرض اللياقة البدنية، وإعطاء الفرد ميزة على منافسيها في المغازلة والعدوانية. أما الخصائص الجنسية الأولية أو الأعضاء التناسلية فهي ضرورية لحدوث التكاثر الجنسى.
الخصائص الجنسية الثانوية تشمل ظهور اللبدة في ذكور الأسد و  طول الريش في  ذكر الطاووس، الانياب التي لدى ذكور حريش البحر، الخرطوم الكبير في ذكر فيل البحر وذكر     قرد الململة، أيضا اشراقة الوجه وتلون الكفل في ذكور الميمون والقرون في العديد من الماعز والظباء، وهذه غالبا ما تنتج عن ردود فعل إيجابية طبقا لنظرية العالم الانجليزى  رونالد فيشر والتي سميت باسمه والتي تتحدث عن  ظهور العلامات الجنسية الثانوية في جنس واحد ورغبة الجنس الآخر في تلك الصفات.
ذكور الطيور والأسماك تكون العديد من الأنواع أكثر تلونا أو تمتلك زخرفة خارجية.
الاختلاف في الحجم بين الجنسين تعتبر أيضا من الخصائص الجنسية الثانوية.
في البشر، الخصائص الجنسية الثانوية المرئية وتشمل شعر العانة، كبر حجم  الثديين في  الإناث، وشعر الوجه وتفاحة آدم في الذكور.

## الجذور التطورية

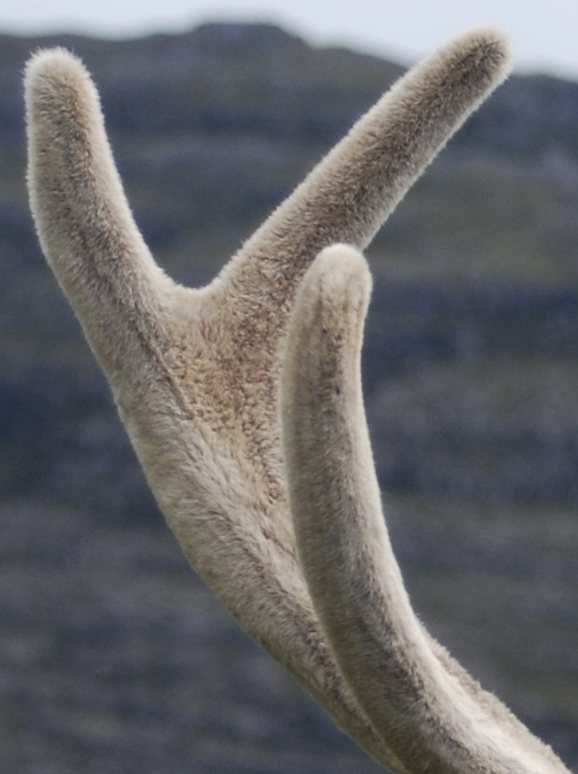
قرون الايل الأحمر من العلامات الجنسية الثانوية

تشارلز داروين افترض أن الانتقاء الجنسي، أو المنافسة ضمن الأنواع عند التزاوج، يمكن أن تفسر الفروق بين الجنسين في العديد من الأنواع.
علماء البيولوجيا اليوم يميزون بين «القتال بين الذكور» و «الاختيار للتزاوج» (عادة يكون اختيار الأنثى للذكور). الخصائص الجنسية بسبب القتال هي أشياء مثل قرون، وزيادة الحجم. الخصائص بسبب الاختيار للتزاوج، غالبا ما يشار إلى التزين الخارجى، وتشمل ال ريش الأكثر اشراقا، اللون، وغيرها من الميزات التي ليس غرضها المباشر هو  من أجل البقاء على قيد الحياة أو القتال.
رونالد فيشر، عالم الأحياء الانجليزى وضع عددا من الأفكار المتعلقة بالخصائص الثانوية في كتاب نشره عام 1930، بما في ذلك نظرية فيشرمان التي تنص على أن الرغبة المشتركة بين الذكور والإناث  يمكن أن تخلق حلقة ردود فعل إيجابية  فيها ميزة يصبح تضخيمها بشكل كبير.
في عام 1975 قاعدة التعويق تدعم هذه الفكرة
ذيل الطاووس هو مثال كلاسيكي على الإشارات المعوقة الدالة على جودة الذكر.
فكرة أخرى لفيشر هي نظرية الابن المثير  حيث الإناث سوف ترغب في الحصول على الأبناء التي تمتلك الميزة التي تجد أنها مثيرة من أجل تحقيق أقصى عدد من الأحفاد التي تنتجها. فرضية بديلة هي أن بعض الجينات التي تمكن من الذكور تطوير التزين الخلاب أو القدرة على القتال قد تكون مرتبطة مع اللياقة البدنية  مثل مقاومة الأمراض أو أكثر كفاءة في  عملية التمثيل الغذائي. هذه الفكرة كما هو معروف تسمى نظرية (الجينات الجيدة).
ذكر العناكب القافزة يكون لديها أطياف بصرية تعكس الأشعة فوق البنفسجية، والتي هي من الزخارف المستخدمة لجذب الإناث.

## في البشر

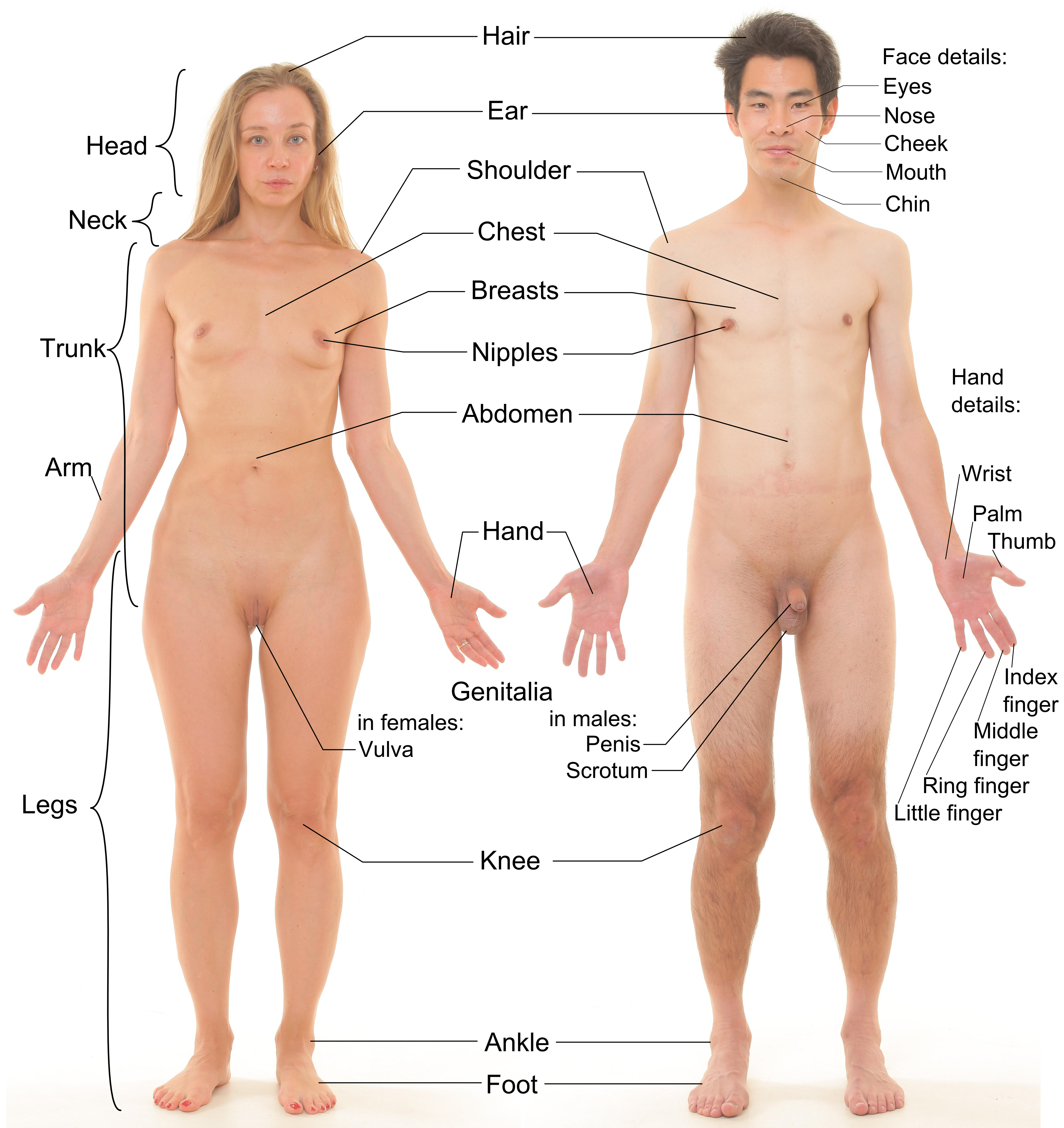
الخصائص التشريحية في الإنسان من الذكور والإناث

التمايز الجنسي يبدأ أثناء الحمل، عندما تتشكل الغدد  التناسلية. بنية و شكل الجسم العام والوجه، وكذلك هرمون الجنس تكون في مستويات متشابهة في صبيا الفتيان والفتيات.عندما يحدث  البلوغ يبدأ ارتفاع مستويات هرمون الجنس، وعندئذ تظهر  الاختلافات، على الرغم من أن بعض التغييرات تكون  متماثلة في الذكور والإناث.
مستويات التستوستيرون لدى الذكور تحفز نمو الأعضاء التناسلية مباشرة وغير مباشرة (عن طريق ديهدروتستوسترون (DHT)).و استراديول وغيرها من الهرمونات تسبب تطور الثديين في الإناث. ومع ذلك  الاندروجين أثناء حياة الجنين أو حديث الولادة قد تعدل في وقت لاحق من نمو الثدي عن طريق الحد من قدرة نسيج الثدي الاستجابة  في وقت لاحق من هرمون الاستروجين.[بحاجة لمصدر]

### الإناث
في الإناث، الثديين هي من مظاهر مستويات أعلى من هرمون الاستروجين؛ الإستروجين أيضا يوسع الحوض ويزيد من كمية الدهون في الجسم في الوركين والفخذين والأرداف والثديين. هرمون الاستروجين كما يدفع نمو الرحم، تكاثر  بطانة الرحم ونزول دم الحيض
- تضخم الثديين وانتصاب الحلمات.
- نمو شعر الجسم، وأبرزها الإبط وشعر العانة
- نمو أكبر لعضلات الفخذ خلف الفخذ بدلا من أمامه
- اتساع الوركين;[4] انخفاض نسبة الخصر إلى الورك عن الذكور البالغين
- حجم أصغر لليدين والقدمين مقارنة بالذكور البالغين
- انبساط أكبر للمرفقين بزاوية 5الى 8 زيادة عن الذكور البالغين
- استدارة الوجه.
- صغر الخصر.
- الذراعين حوالي 2 سم أطول في المتوسط على ارتفاع معين[5]
- تغير توزيع الوزن والدهون؛ مزيد من الدهون تحت الجلد وترسيبات الدهون، أساسا حول الأرداف، الفخذين والوركين
- الشفرين الصغيرين، الشفاه الداخلية من الفرج، قد تنمو أكثر بروزا مع تغيرات في اللون عند زيادة التحفيز ذات الصلة مع مستويات أعلى من هرمون الاستروجين.[6]

### الذكور

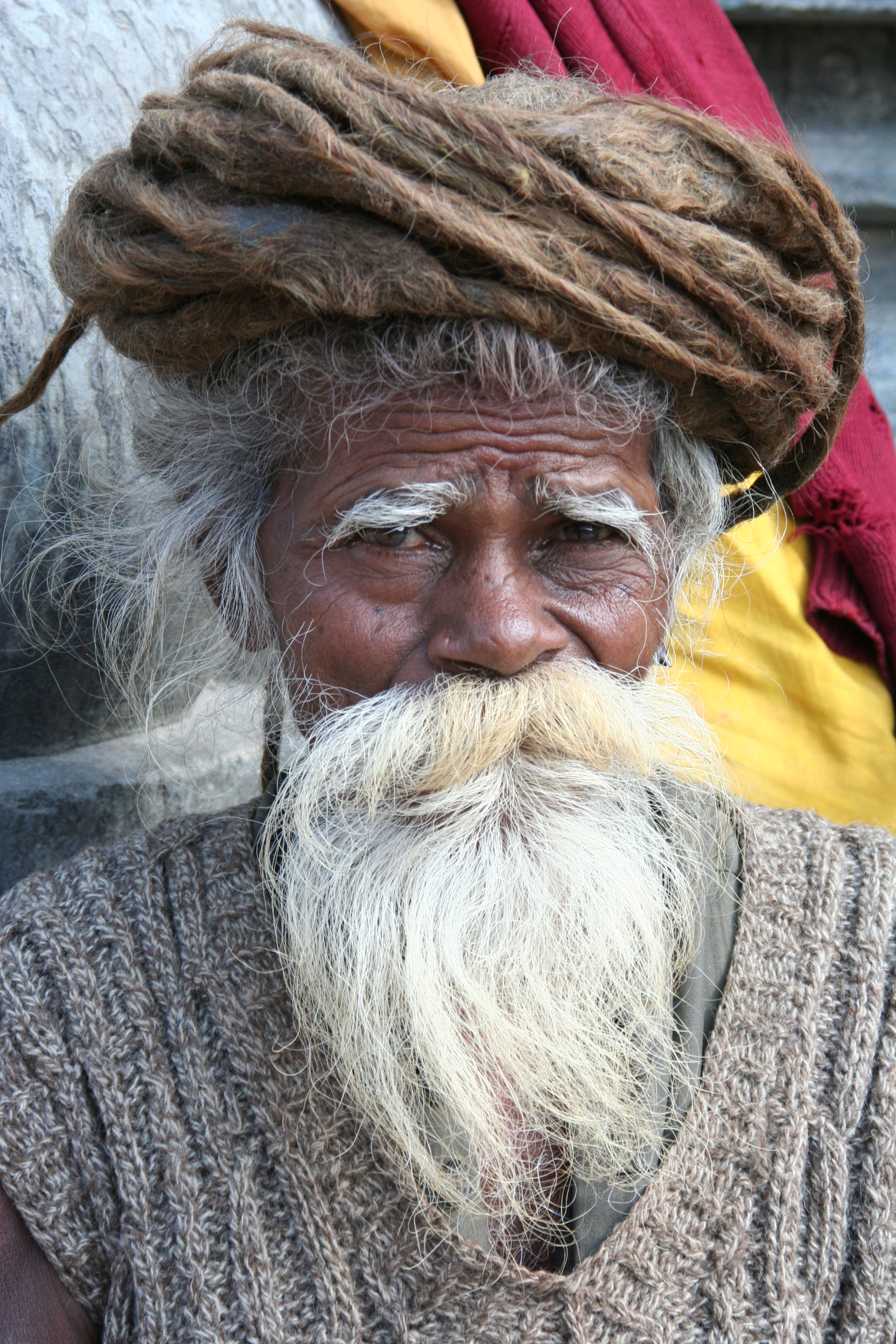
اللحية في الإنسان من العلامات الجنسية المميزة للذكور

في الذكور، التستوستيرون مباشرة يزيد من حجم وكتلة العضلات، الحبال الصوتية، العظام، تعميق الصوت وتغيير شكل الوجه والهيكل العظمي.
تحويلها إلى DHT في الجلد، فإنه يسرع نمو الاندروجين الذي ينمى شعر الوجه والجسم ولكنها تؤدى في نهاية المطاف إلى وقف نمو شعر الرأس. طول القامة عادة ما يسبق ا لبلوغ وابطاء ارتباط الصفيحة المشاشية.
- نمو شعر الجسم، بما في ذلك الإبط، البطن، الصدر الشعر وشعر العانة. فقدان الشعر في فروة الرأس بسبب الصلع الوراثى يمكن أن تحدث.
- تكبير كتلة عضلات الفخذ الأمامية، أمام الفخذ وليس وراءه كما هو الحال في الإناث الناضجة
- نمو شعر الوجه
- توسيع الحنجرة (تفاحة آدم) وتعميق ال صوت[7]
- زيادة طول القامة عادة ما يكون  الكبار الذكور أطول من الإناث البالغات، في المتوسط
- الجمجمة والعظام الهيكل تكون ثقيلة
- زيادة العضلات كتلة وقوة
- تكبير اليدين، القدمين والأنف أكثر من الإناث وأكبر من  الذكور قبل سن البلوغ
- تكبير هيئة الجسم.
- الوجه المربع
- الخصر صغير، ولكن أعرض من الإناث
- توسيع الكتفين والصدر، الكتفين أوسع من الوركين.[8]
- زيادة الإفرازات من الغدد الدهنية  والغدد العرقية، وغالبا ما تسبب حب الشباب ورائحة الجسم
- خشونة أو صلابة نسيج الجلد بسبب قلة الدهون تحت الجلد
- نسبة الخصر إلى الورك أعلى من الإناث البالغات أو الذكور غير البالغين
- انخفاض النسبة المئوية من دهون الجسم عن الإناث البالغين أو  الذكور غير البالغين في المتوسط.
- تكبير القضيب.